# Leptopelis omissus
Leptopelis omissus es una especie de anfibios de la familia Arthroleptidae.
Habita en Camerún, República del Congo, Gabón, Nigeria y, posiblemente, Angola, República Centroafricana, República Democrática del Congo y Guinea Ecuatorial.
Su hábitat natural incluye bosques tropicales o subtropicales húmedos a baja altitud, ríos, pantanos, marismas de agua fresca y zonas previamente boscosas muy degradadas.
Está amenazada de extinción por la pérdida de su hábitat natural.